# Juan Soler
Juan Soler Valls-Quiroga (São Miguel de Tucumã, 19 de janeiro de 1966) é um ator, modelo e jogador de rugby argentino. 

## Biografia
Juan Soler começou a carreira  como modelo no fim da década de 1980. Logo vieram os trabalhos como ator. No início da década de 1990 Soler começou a atuar no teatro infantil, e então resolveu ir para o México onde logo foram surgindo vários trabalhos. Fez uma pequena participação na novela Bajo un mismo rostro, em 1995. Ainda nesse ano atuou em Acapulco, cuerpo y alma.
Em 1996 recebeu seu primeiro grande papel na novela Cañaveral de pasiones, em que interpretou o protagonista Paulo (existe uma versão brasileira, Canavial de Paixões, exibida pelo SBT, em que Paulo foi interpretado por Gustavo Haddad). Com essa novela Juan ganhou notoriedade e recebeu um prêmio de melhor ator da revista TV y Novelas. No ano seguinte atuou ao lado de Verónica Castro em Pueblo chico, infierno grande. Safisfeito com o trabalho de Juan, o produtor da novela o convidou para atuar em Ángela ao lado de Angélica Rivera.
Em 1999 Juan recebeu um convite para trabalhar no Peru, atuando na novela Maria Emília, querida, e fez muito sucesso por lá também. Para fazer esta novela Juan precisou de uma autorização da emissora Televisa. Em 2000 retornou ao México para protagonizar Locura de amor, tendo vários conflitos com a protagonista feminina Adriana Nieto, que acabou sendo substituída por Irán Castillo. No ano seguinte participou de Sin pecado concebido.
Posteriormente Juan protagonizou a novela La Otra ao lado de Yadhira Carrillo e recebeu novamente o premio de melhor ator da revista TV y Novelas. Ainda atuou nas novelas Bajo la misma piel e Apuesta por un amor. 
Em 2006 participou da novela La fea más bella. O galã entrou na segunda fase da novela no papel de Aldo Domenzaín, um charmoso chef de cozinha que disputa o amor da protagonista Letícia (Angélica Vale) com Fernando Mendiola (Jaime Camil).
Juan volta a atuar em telenovelas mexicanas como protagonista em 2010, na telenovela Cuando me enamoro, atuando com Silvia Navarro e Jessica Coch.
Em 2012 Juan foi capa da revista People em Espanhol, que elegeu os 50 homens latinos mais lindos do mundo.
Voltou a atuar em telenovelas americanas como protagonista em 2013, nas telenovelas Marido en alquiler (versão hispânica da novela brasileira Fina Estampa)  e Reina de corazones em 2014, ambas produzidas pela Telemundo.
Em 2020 participou da nova versão de Rubí, interpretando o pai do protagonista e só apareceu em flashbacks.

## Vida pessoal
Em 2003 se casou com a atriz Maki, com quem teve duas filhas (Mía e Azul). O casal se separou em 2018. Juan ainda tem outra filha: Valentina, do primeiro casamento, que vive na Argentina.

## Filmografia

### Televisão
| Ano  | Título                        | Personagem                          | Notas                                 |
| ---- | ----------------------------- | ----------------------------------- | ------------------------------------- |
| 1994 | Montaña rusa                  | Federico Grumbalth                  | Telenovela argentina                  |
| 1995 | Bajo un mismo rostro          | Marcelo                             |                                       |
| 1995 | Acapulco, cuerpo y alma       | Humberto Bautista                   |                                       |
| 1996 | Cañaveral de pasiones         | Pablo Montero Rosales               |                                       |
| 1997 | Pueblo chico, infierno grande | Genaro Onchi                        |                                       |
| 1998 | Ángela                        | Mariano Bautista                    |                                       |
| 1999 | María Emilia, querida         | Alex                                | Telenovela peruana                    |
| 2000 | Locura de amor                | Enrique Gallardo                    |                                       |
| 2001 | Sin pecado concebido          | Octavio Allende                     |                                       |
| 2002 | La familia P. Luche           | Eximio                              |                                       |
| 2002 | La otra                       | Álvaro Ibáñez Posada                |                                       |
| 2003 | Bajo la misma piel            | Alejandro Ruiz Calderón             |                                       |
| 2004 | Apuesta por un amor           | Gabriel Duran                       |                                       |
| 2006 | Amor mío                      | Pablo                               | Episódio: "Mi gran boda gringa"       |
| 2006 | La fea más bella              | Aldo Domenzain                      |                                       |
| 2007 | Palabra de mujer              | Martín Castellanos                  |                                       |
| 2008 | Mujeres asesinas              | Fernando                            | Episódio: "Sonia, desalmada"          |
| 2010 | Hermanos y detectives         | —                                   | Episódio: "10 minutos antes de morir" |
| 2010 | Cuando me Enamoro             | Jerónimo Linares de la Fuente       |                                       |
| 2013 | Marido en alquiler            | Reinaldo Ibarra                     |                                       |
| 2014 | Reina de corazones            | Víctor de Rosas "El Halcón Negro"   |                                       |
| 2017 | Nada personal                 | Procurador Raúl Rey "El Rey"        |                                       |
| 2017 | Me declaro culpable           | Franco Urzúa Lara                   |                                       |
| 2020 | Rubí                          | Don Héctor Ferrer (pai)             |                                       |
| 2020 | La mexicana y el güero        | Tyler Sommers / Leopoldo "El Güero" |                                       |
| 2023 | El amor invencible            | Apolo Torrenegro Mansour            |                                       |
| 2024 | Tu vida es mi vida            | Lorenzo Lugo Otero                  |                                       |
| 2025 | Juegos de amor y poder        | Leonardo Vidal Luna                 |                                       |

### Cinema
- Il tocco: la sfida (1997)

## Teatro
- Hasta que la boda nos separe (2008-2009)
- Me fascina mi vecina (2000)
- P.D. Tu gato ha muerto ("P.S. Your Cat Is Dead", 1999)
- Bajo las sábanas (1997)
- Juego de sociedad (1993-1994)

## Prêmios e indicações
| Ano  | Festival                  | Categoria                              | Nomeações             | Resultado |
| ---- | ------------------------- | -------------------------------------- | --------------------- | --------- |
| 1997 | Prêmio TVyNovelas         | Melhor ator protagonista               | Cañaveral de pasiones | Venceu    |
| 1999 | Prêmio TVyNovelas         | melhor ator protagonista               | Ángela                | Indicado  |
| 2003 | Prêmio TVyNovelas         | Melhor ator protagonista               | La otra               | Venceu    |
| 2003 | Prêmio INTE Internacional | Melhor Ator                            | La otra               | Indicado  |
| 2005 | Prêmio TVyNovelas         | Melhor ator protagonista               | Apuesta por un amor   | Indicado  |
| 2009 | Prêmio TVyNovelas         | melhor ator protagonista               | Palabra de mujer      | Indicado  |
| 2011 | Prêmios People en Español | Melhor Ator                            | Cuando me enamoro     | Indicado  |
| 2013 | Prêmios People en Español | Melhor Ator                            | Marido en alquiler    | Indicado  |
| 2014 | Prêmios Tu Mundo          | Melhor Par Romântico (com Sonya Smith) | Marido en alquiler    | Indicado  |
| 2014 | Miami Life Awards         | Melhor Protagonista Masculino          | Marido en alquiler    | Venceu    |
| 2014 | Prêmios People en Español | Malvado mais Malvado                   | Reina de corazones    | Indicado  |
| 2015 | Prêmios Tu Mundo          | O Malvado mais Bom                     | Reina de corazones    | Indicado  |
| 2015 | Miami Life Awards         | Melhor Ator Antagonista                | Reina de corazones    | Venceu    |